# Partido Democrático (Roménia)
O Partido Democrático (em romeno: Partidul Democrat, PD) foi um partido político da Roménia.
A Frente de Salvação Nacional, criado após a Revolução Romena de 1989, e que governava o país desde então, em 1992, tinha-se divido em duas facções: a ala social-democrata, liderada por Ion Iliescu, que, nesse ano, rompia com a FSN e criava a Frente Democrática de Salvação Nacional, antecessor do actual do Partido Social-Democrata e, outra, liderada por Petre Roman, que, inicialmente continuou na FSN, até que, em 1993, foi decidido renomear a FSN de Partido Democrático.
Inicialmente, o PD, ideologicamente, definia-se como um partido de centro-esquerda de linha social-democrata e pró-europeísta, mas, a partir de final da década de 1990, o PD moveu-se para o centro-direita, seguindo uma linha democrata-cristã, conservadora e defensor do liberalismo económico. Esta mudança ideológica, levou que o PD, membro da Internacional Socialista desde 1996, em 2005 saísse de dita Internacional e, passasse a ser membro do Partido Popular Europeu.
Em 2007, o PD uniu-se ao Partido Liberal Democrata para dar origem ao Partido Democrata-Liberal.

## Resultados eleitorais

### Eleições legislativas

#### Câmara dos Deputados
| Data | Votos     | %          | Deputados | +/- | Status   | Aliança                     |
| ---- | --------- | ---------- | --------- | --- | -------- | --------------------------- |
| 1996 | 1 582 231 | 12,9 (3.º) | 43 / 343  |     | Governo  | União Social-Democrata      |
| 2000 | 762 365   | 7,0 (3.º)  | 31 / 345  | 12  | Oposição |                             |
| 2004 | 3 191 546 | 31,3 (2.º) | 48 / 332  | 17  | Governo  | Aliança Justiça e Liberdade |

#### Senado
| Data | Votos     | %          | Deputados | +/- | Status   | Aliança                   |
| ---- | --------- | ---------- | --------- | --- | -------- | ------------------------- |
| 1996 | 1 617 384 | 13,2 (3.º) | 22 / 143  |     | Governo  | União Social-Democrata    |
| 2000 | 825 437   | 7,6 (3.º)  | 13 / 140  | 9   | Oposição |                           |
| 2004 | 3 250 663 | 31,8 (2.º) | 26 / 137  | 13  | Governo  | Aliança Justiça e Verdade |

### Eleições presidenciais
| Data | Candidato apoiado | 1ª Volta  | 1ª Volta   | 2ª Volta  | 2ª Volta   |
| Data | Candidato apoiado | Votos     | %          | Votos     | %          |
| ---- | ----------------- | --------- | ---------- | --------- | ---------- |
| 1996 | Petre Roman       | 2 598 545 | 20,5 (3.º) |           |            |
| 2000 | Petre Roman       | 334 852   | 3,0 (6.º)  |           |            |
| 2004 | Traian Băsescu    | 3 545 236 | 33,9 (2.º) | 5 126 794 | 51,2 (1.º) |

### Eleições europeias
| Data | Votos     | %          | Deputados |
| ---- | --------- | ---------- | --------- |
| 2007 | 1 476 105 | 28,8 (1.º) | 13 / 35   |